# Список дневных бабочек Украины

Украина (включая спорную территорию Крыма) на карте Европы

Список дневных бабочек Украины — список видов булавоусых чешуекрылых (Papilionoformes), которые были зарегистрированы на территории Украины.
Булавоусые чешуекрылые, или дневные бабочки (Papilionoformes), объединяют надсемейства Hesperioidea и Papilionoidea. От других представителей отряда чешуекрылых (Lepidoptera) они отличаются булавовидными усиками, яркой окраской и рисунком на крыльях у большинства видов, отсутствием простых глазков на голове, отсутствием сцепочного аппарата между передними и задними крыльями, уменьшением общего количества жилок на крыльях; в позе покоя они поднимают крылья вверх и активны в дневное время суток.

## Видовое разнообразие

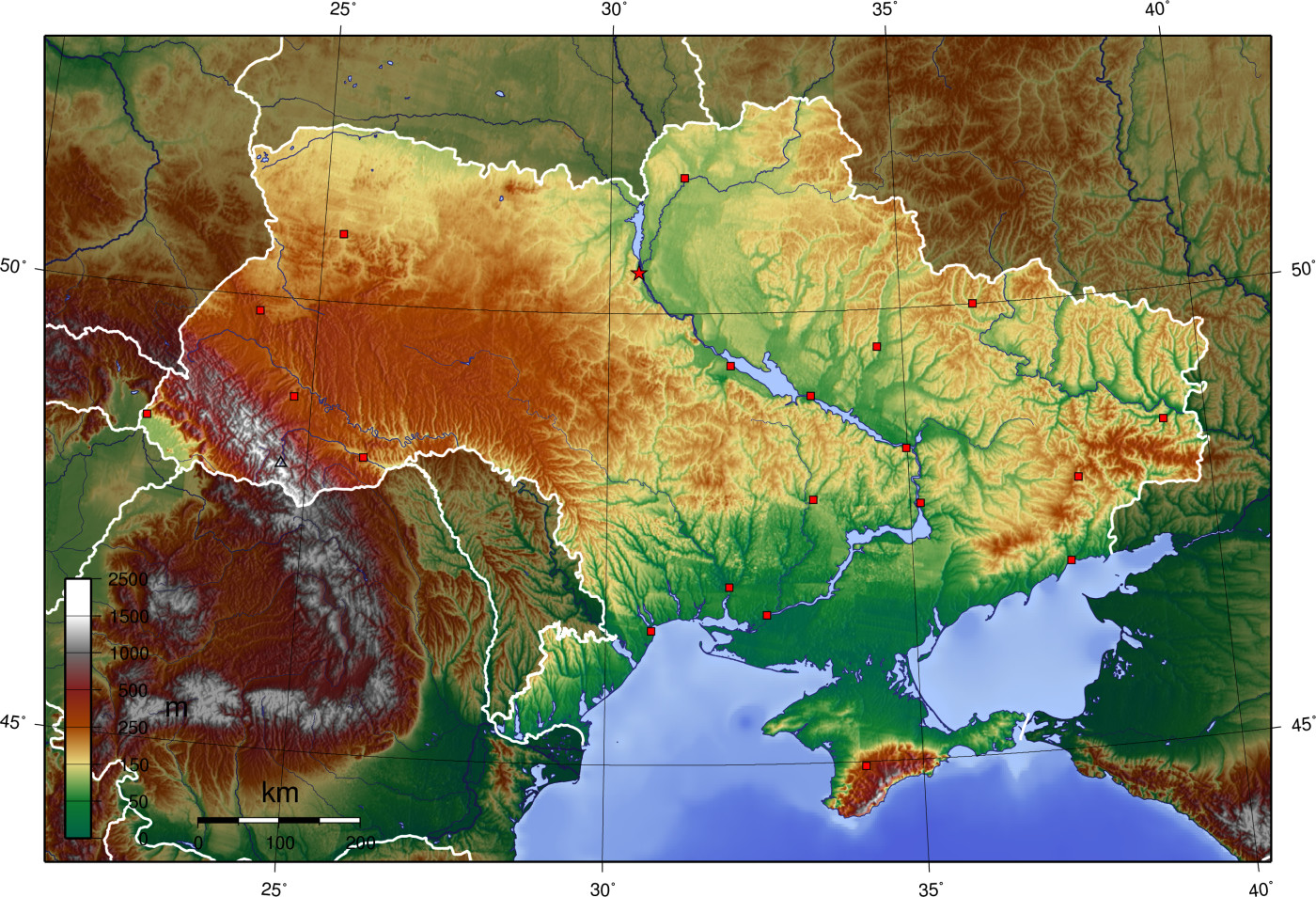
Топографическая карта Украины

По составу и богатству фауны (в том числе и чешуекрылых) сушу Земли принято разделять на семь биогеографических царств или регионов. Территория Украины принадлежит к Европейской области Палеарктического региона. В этом регионе обитает по различным оценкам до 2000 видов дневных бабочек. На территории Украины, включая старые исторические находки, известны указания для более чем 200 видов дневных бабочек из 7 семейств.
Фауна булавоусых чешуекрылых Украины характеризуется высоким видовым разнообразием, что определяется расположением территории страны в пяти физико-географических регионах (три зональные единицы — зона смешанных лесов, лесостепная зона, степная зона; и две азональные — Украинские Карпаты, Крымские горы) и значительным разнообразием природных условий.

## Список видов
Данный список объединяет таксоны видового и подвидового уровня, которые были зарегистрированы на территории Украины и приводились для неё исследователями в литературных публикациях. Список состоит из русских названий, биноменов (двухсловных названий, состоящих из сочетания имени рода и имени вида) и указанных с ними имени учёного, впервые описавшего данный таксон, и года, в котором это произошло. В четвёртом столбце таблицы для каждого вида приводятся краткая информация о его распространении на территории Украины на основании работы Плющ И. Г., Моргун Д. В. и др. (2005), если не указаны другие источники. Для некоторых видов приводятся замечания по систематике (подразумевается обитание на указанной территории номинативных подвидов, если не указано иное). Семейства в списке расположены в систематическом порядке.
Некоторые из указанных видов, приведённые в разное время в литературных источниках, посвящённых лепидоптерофауне региона, как и весьма вероятные, так и сомнительные, пока всё ещё остаются не подтвержденными фактическим коллекционным материалом.
Легенда:
 Виды, находящиеся под охраной на территории Украины и включённые в третье издание Красной книги Украины (2009 год)
 Виды, приводимые для территории Украины и не подтвержденные фактическим коллекционным материалом, чьё обитание является возможным; а также виды, нахождение которых сомнительно или требует подтверждения новыми находками

### Толстоголовки
| Семейство Толстоголовки (Hesperiidae) |                               |                                         | |
|                                       | Крепкоголовка лесная          | Carterocephalus silvicolus Meigen, 1829 | Локальный и довольно редкий вид. Известно не менее 20 точечных мест обитания по стране. На юго-западе ареал ограничен Карпатами (исторические указания для Расточья и Прикарпатья). Возможно обитает в Западном Полесье. Далее на восток южная граница глобального ареала проходит по северу Украины. |
|                                       | Толстоголовка актеон          | Thymelicus acteon (Rottemburg, 1775)    | Вид известен по нескольким находкам из Черниговской и Черновицкой областей, Волыни и Днестровского каньона, юго-восточной части Предкарпатья. |
|                                       | Толстоголовка алтейная        | Carcharodus alceae (Esper, 1780)        | Обычный вид, встречается южнее зоны широколиственных лесов, в лесостепи и степи — локально и редко, обычно на прогреваемых луговых либо степных стациях. Вид отсутствует в Карпатах выше 500 м над ур. м. и местами в Полесье. |
|                                       | Толстоголовка альвеус         | Pyrgus alveus (Hübner, 1803)            | Почти по всей территории страны, но в лесостепной и степной зонах вид становится редок и локален и встречается преимущественно по долинам крупных рек. Из нескольких областей (Волынская, Сумская, Луганская) пока не известен. |
|                                       | Толстоголовка альпийская      | Pyrgus andromedae (Wallengren, 1853)    | Для Украинских Карпат вид приводился по двум находкам в Горганах и Чивчины, одна из которых была сделана в окрестностях Яремче (Ивано-Франковская обл.) на высоте 1250 м н.ум.. |
|                                       | Толстоголовка арморикская     | Pyrgus armoricanus (Oberthür, 1910)     | Редок и локален. Относительно обычен лишь в Крыму, Закарпатье и в Днестровском каньоне. Из ряда областей юга Украины вообще не известен, а из многих других пока известен только из 1-2 ограниченных местообитаний. |
|                                       | Толстоголовка восточная       | Carcharodus orientalis Reverdin, 1913   | Южные области степной Украины (Одесская и Николаевская, Луганская области, Крым), спорадически может встречаться и севернее, включая лесостепную зону страны. В 2008, 2013 годах вид первые отмечен на территории Киевской (с. Заворичи, с. Подгорцы) и Черновицкой (с. Чорнивка) областей и в Западной Украине в целом. Ранее таксон часто рассматривался как подвид толстоголовки кистеносной. Видовая самостоятельность была подтверждена кариологическими исследованиями.                     |
|                                       | Толстоголовка запятая         | Hesperia comma (Linnaeus, 1758)         | Лесная и лесостепная зона; в большей части степной зоны — крайне редок и очень локален. Также локально в Горном Крыму (горно-лесная часть на высотах от 500 м. над ур. м.). В ряде областей (Волынская, Ровенская, Сумская, Полтавская, Луганская, Херсонская и др.) пока не найден. Хотя вид распространён довольно широко, в большинстве мест он является редким и локальным. |
|                                       | Толстоголовка зубчатая        | Pyrgus serratulae (Rambur, 1839)        | Современные находки в Харьковской, Днепропетровской и Донецкой областях. Вид отсутствует на большей территории степной зоны Украины. Старинные находки в Львовской, Закарпатской и Винницкой областях. На Западной Украине сегодня достоверно найден только на Расточье (Яворовский национальный природный парк). На Крымском полуострове обитает во многих местах горного Крыма, преимущественно в яйлах — единичные находки вида в степной части полуострова и в юго-восточной части предгорий. |
|                                       | Толстоголовка кистеносная     | Carcharodus flocciferus (Zeller, 1847)  | Очень локально на Волыно-Подолье и в Карпатах. Ареал на территории страны к настоящему времени изучено плохо, возможно, что многие литературные указания относятся к близкой по внешнему виду толстоголовке восточной. Достоверные находки вида с левобережной Украины и Закарпатья отсутствуют. Указание для Крыма ошибочно. |
|                                       | Толстоголовка круглопятнистая | Spialia orbifer (Hübner, [1823])        | Старые литературные указания для Полтавской и Херсонской областей. Населяет Крымский полуостров, где встречается спорадично в лесостепных районах и предгорьях. |
|                                       | Толстоголовка-лесовик         | Ochlodes sylvanus (Esper, 1777)         | На большей части территории страны. Населяет любые открытые прогреваемые биотопы, преимущественно редколесья, лесные опушки, луга, поляны, обочины дорог, берега водоёмов и т. п. |
|                                       | Толстоголовка мальвовая       | Pyrgus malvae (Linnaeus, 1758)          | На большей части территории страны, но полностью (или практически полностью) отсутствует сухостепной подзоне степной зоны. Отмечен во многих местах горно-лесной части Крымского полуострова. |
|                                       | Толстоголовка мозаичная       | Muschampia tessellum (Hübner, 1803)     | Локально на юге лесной зоны, лесостепи и степной зоне от центра страны. Известен только по единичным, часто старинным находкам из Хмельницкой, Черкасской, Полтавской, Харьковской, Херсонской областей. В Крыму отмечен в окрестностях Ай-Петри, на горе Ат-Баш, Северная Демерджи, на нижнем плато Чатыр-Даг. |
|                                       | Толстоголовка морфей          | Heteropterus morpheus (Pallas, 1771)    | Лесостепная зона, где встречается по лесным долинам крупных рек. Будучи достаточно распространённым на севере, этот вид к югу становится всё более локальным и редким, и в степной зоне почти не встречается. Известно не более десятка небольших изолированных популяций из степной зоны Украины, приуроченных в основном к долине Днепра. Не известен из ряда областей (Сумская, Полтавская, Кировоградская, Тернопольская).                                                                    |
|                                       | Толстоголовка палемон         | Carterocephalus palaemon (Pallas, 1771) | Встречается до северной границы лесостепной зоны; южнее — по долинам крупных рек: Днестра и Днепра. Обычен в предгорьях Карпат. Вид достаточно локален, даже в лесной зоне; в лесостепной зоне известен лишь в немногих местах обитания. |
|                                       | Толстоголовка протовидная     | Muschampia proteides (Wagner, 1929)     | Один небольшой локалитет, площадью несколько гектаров, на севере Харьковской области и два — на востоке Луганской. Также населяет южное побережье Крымского полуострова. По мнению ряда авторов на Украине всё же встречается другой близкий вид — толстоголовка прото Syrichtus proto Ochsenheimer, 1808. |
|                                       | Толстоголовка решётчатая      | Muschampia cribrellum (Eversmann, 1841) | Небольшие локалитеты в Восточной Украине (Луганская, Запорожская обл.). По старинным находкам известен с севера Николаевской, Полтавской, Одесской, Кировоградской областей и Крыма. |
|                                       | Толстоголовка сафлоровая      | Pyrgus carthami (Hübner, [1813])        | Локально в лесостепной и степной зонах (не найден в Кировоградской, Херсонской, Запорожской обл.). Наиболее обычен в восточном Прикарпатье (бассейн реки Днестр) и на востоке — в окрестностях городов Харьков и Днепр. В более северных частях ареала (Киевская, Винницкая области) известен только по старинным находкам. |
|                                       | Толстоголовка сельская        | Thymelicus sylvestris (Poda, 1761)      | Широко распространён в лесной и лесостепной зонах, в степной зоне становится редким и локальным и, вероятно, полностью или почти полностью исчезает в среднестепной и сухостепной подзонах. Локально встречается во многих местах на юге Крымского полуострова. |
|                                       | Толстоголовка сида            | Pyrgus sidae (Esper, 1784)              | Очень локально в Луганской области. Также в Крыму, где отмечен во многих местах горной и предгорной части полуострова, на Керченском полуострове и окрестностях озера Донузлав. |
|                                       | Толстоголовка тагес           | Erynnis tages (Linnaeus, 1758)          | Довольно обычный вид, распространённый практически по всей территории Украины. Вероятно, отсутствует в ряде особо засушливых районов степной зоны. В то же время отмечен во многих местах Крыма. |
|                                       | Толстоголовка тире            | Thymelicus lineola (Ochsenheimer, 1808) | Практически на всей территории Украины. В Крыму — в горно-лесной части полуострова; в степной части преимущественно приурочен к искусственным зелёным насаждениям. |
|                                       | Толстоголовка чистецовая      | Carcharodus lavatherae Esper, 1783      | Локально, очень редко, единично либо немногочисленно встречается в южно-украинских степях (Одесская и Николаевская области). Постоянно отмечается в Харьковской, Донецкой и Луганской областях. В Крыму — на горном массиве Кара-Даг, горах Ашламалык, Бор-Кая, Сель-Бухра, в посёлках Краснокаменка и Инкерман. |
|                                       | Толстоголовка цинара          | Pyrgus cinarae (Rambur, 1839)           | Ограниченные локалитеты в Луганской и Донецкой областях, где весьма редок. Также очень локально в восточных и юго-восточных районах Горного Крыма. |

### Парусники
| Семейство Парусники (Papilionidae) |                      |                                                   | |
|                                    | Аполлон обыкновенный | Parnassius apollo (Linnaeus, 1758)                | Один из самых редких видов дневных бабочек Украины с реликтовым дизъюнктивным ареалом. Распространение вида в настоящее время на территории страны не изучено. За последние 25 лет задокументированных находок на территории Украины нет, возможно, вид уже вымер. В прошлом очень локально обитал в некоторых районах Полесья, Карпат (Вулканические, Полонинские и Покутско-Буковинские Карпаты), Подолья, в Крыму и некоторых других. Приводился в начале XX века для Житомирской области — окр. ст. Тетерев, с. Украинка (до 1960-х — с. Пинязевичи) и с. Марьяновка; старинные указания для Малина. Имеются указания на находки в Львовском Ополье (1921) и Кременецких горах. Последняя достоверная находка отмечена в буковинских Карпатах (с. Селятино, 1967). Указания о наблюдениях на Черногоре и в Днестровском каньоне, как и некоторые другие, нуждаются в подтверждении. Указание для Харьковской обл очень неопределённое и требует подтверждения. Старое литературное указание на поимку в окр. Артёмовска в 1913—1916 гг. возможно является ошибочным, так как коллекционный материал отсутствует. Имеется ряд устных сообщений коллекционеров и энтомологов о встречах этого вида в 1970—1980 годах в окрестностях Горловки в пойме реки Северский Донец и других местах на северо-востоке Донецкой области. На территории Украины вид представлен следующими подвидами: - Parnassius apollo carpathicus Rebel et Rogenhofer, 1892 — подвид, объединяющий карпатские популяции. На Украине всегда был редок и локален, известен из Карпат и Днестровского каньона. По старинным находкам известен из равнинных районов Львовской и Хмельницкой областей. - Parnassius apollo democratus Krulikowsky, 1906 — по данным первой половины XX века обитал в Житомирской, Донецкой и Киевской областях. Таксон Parnassius apollo breitfussi Bryk, 1914 известный по старым указаниям (только два экземпляра, которые были собраны в Крыму в урочище Янкой горного массива Чатыр-Даг) не подтвержден, но он до сих пор используются некоторыми авторами. По мнению Будашкина эти указания относятся не к степной части полуостров (Некрутенко 1985: «окрестности Джанкоя»), а какой-то долине в горах Южного Крыма. |
|                                    | Махаон               | Papilio machaon Linnaeus, 1758                    | Широко распространённый вид, встречающийся на территории Украины повсеместно. |
|                                    | Мнемозина            | Parnassius (Driopa) mnemosyne (Linnaeus, 1758)    | Локальный, но местами обычный вид, встречающийся изолированными компактными популяциями, в которых бабочки летают в очень ограниченных стациях. Встречается практически повсеместно, за исключением Крыма и некоторых засушливых районов степной зоны. В ряде областей вид настолько редок, что известен оттуда только по 1-2 локалитетам (Ровенская, Сумская, Николаевская, Запорожская области) или вообще пока не известен (Волынская область). В Карпатах обитает на высотах до 1600 м над ур. м. |
|                                    | Подалирий            | Iphiclides podalirius (Linnaeus, 1758)            | Широко распространённый вид, характеризующийся пульсирующим ареалом и встречающийся на территории Украины практически повсеместно, за исключением северной части Полесья и высокогорья Карпат. На самом севере страны вид становится более редким, может встречаться не каждый год, в некоторых местах встречаются только единичные мигрирующие особи. |
|                                    | Поликсена            | Zerynthia polyxena (Denis & Schiffermüller, 1775) | Локально распространён практически на всей территории, за исключением высокогорья Карпат и некоторых наиболее засушливых степных регионов. Очень локально встречается на юге Западного Подолья и в Закарпатье (долины реки Днестр, Прут, Тиса, Латорица). Большинство популяций севернее Карпат исчезли. Встречается во многих местах предгорного Крыма, однако наиболее обычна вдоль русел рек северных предгорий Главного хребта. Обитает локальными популяциями, бабочки в которых летают в очень ограниченных стациях. |

### Белянки
| Семейство Белянки (Pieridae) |                                          |                                         | |
|                              | Беляночка восточная, или беляночка Морзе | Leptidea morsei (Fenton, 1881)          | На Украине подвид Leptidea morsei major Grund, 1905. Распространение вида в данном регионе остаётся не выясненным ввиду чрезвычайной скудности достоверно определённого материала. Достоверно известен в горах Карпат. Имеются указания для Житомирской (с. Каменка), Черниговской (с. Елино, с.Хлопяники) областей и ряда мест Донецкой области (Краснолиманский и Славянский районы). Прочие указание для равнин — крайне сомнительны. |
|                              | Беляночка горошковая                     | Leptidea sinapis (Linnaeus, 1758)       | Обычный и широко распространённый вид почти по всей территории страны. В степном Крыму встречается локально, преимущественно по долинам рек. |
|                              | Белянка горная                           | Pieris bryoniae (Hübner, [1806])        | Таксономический статус вида часто ставится под сомнение, и его рассматривают подвидом (или группой подвидов) транспалеарктичного вида брюквенница. В Украинских Карпатах указывается для Бескид, Вулканических Карпат, Свидовца, Чорногоры и Чивчина. В отличие от широко распространённой брюквенницы встречается локально. Наблюдения за популяциями двух таксонов в Бескидах (Воловецкий перевал, 800—1120 м.) указывают на их пространственное перекрытие. |
|                              | Беляночка дюпоншеля                      | Leptidea duponcheli (Staudinger, 1871)  | Крымский полуостров. Особенно часто вид встречается во многих местах на восточной части горно-лесного Крыма. В западной части северных предгорий отмечается локально и редко. |
|                              | Беляночка ирландская                     | Leptidea juvernica Williams, 1946       | До 2011 года особи таксона с территории Украины трактовались как таксон Leptidea reali (белянка Реала) Reissinger, 1990, но после проведения молекулярного анализа выяснилось, что последний достоверно известен только на юге Западной Европы. Лесная и лесостепная зоны: Волынская, Львовская, Винницкая, Закарпатская, Ивано-Франковская, Киевская, Черниговская, Сумская, Хмельницкая, Полтавская, Харьковская, Донецкая, Луганская области. В степной зоне крайне редок. |
|                              | Белянка манна                            | Pieris manni (Mayer, 1851)              | Вид неоднократно указывался для Крыма, однако достоверные данные о обитании там этого вида отсутствую. |
| Фотография белянки степной   | Белянка степная                          | Pontia chloridice (Hübner, [1813])      | Единичная достоверная находка из Тернопольской области в окрестностях Залещики датируется 1932 годом. Вероятно, это был мигрант. Также имеется сомнительное литературное указание начала XX века, базирующееся на экземпляре, якобы собранным в тогдашних окрестностях Киева (историческая местность Сырец) — скорей всего имело место ошибочное этикетирование материала. |
|                              | Белянка рапсовая                         | Pontia edusa Fabricius, 1777            | Повсеместно на данной территории. Часто встречается в антропогенных ландшафтах и населённых пунктах. Ранее вид смешивался с близким видом белянка резедовая (Pontia daplidice), практически не различимым по внешним морфологическим признакам, но отличающимся строением гениталий и по биохимическим критериям. |
|                              | Боярышница                               | Aporia crataegi (Linnaeus, 1758)        | Широко распространён по всей территории страны. В Крыму встречается в горно-лесной части, а также в зелёных насаждениях степного части. |
|                              | Брюквенница                              | Pieris napi (Linnaeus, 1758)            | На всей территории Украины. При развитии в несколько поколениях наблюдается сезонный полиморфизм. Принято выделять три сезонные формы: весенняя — gen. vern. napi, летняя — gen. aest. napaeae и, более редкая, осенняя — gen. aut. postnapaeae. |
|                              | Желтушка зеленоватая                     | Colias phicomone (Esper, 1780)          | Старинное указание для украинских Карпат — предгорья Горан и Закарпатья. Установлено, что более позднее указание — самка из коллекции западноукраинского коллекционера Л. А. Лясоты была неэтикетированной, и включение этого вида в фауну бывшего СССР основано на недоразумении — восстановленной Лясотой «по памяти» этикетке: «Черновицкая обл., окр. п. Красноильска, 850 м, 21.06.1962» (по другой информации — окр. Ивановки Рожнятовского района Иваново-Франковской области около ур. Петров камень). Эти указания не подтверждены исследованиями и рассматриваются как ошибочные. В настоящее время наличие этого вида на территории Украины не подтверждено. Этот альпийский вид встречается исключительно в Альпах и Пиренеях. |
|                              | Желтушка золотистая                      | Colias chrysotheme (Esper, [1777])      | Очень локально обитает в лесостепной и степной зонах и в Крыму. Из ряда областей (Херсонская, Луганская) достоверно сейчас не известен или известен только из 1-2 локальных мест обитания (Полтавская, Черкасская, Запорожская, Винницкая, Кировоградская обл.). По одиночным старым находками известен на Северо-Западном Подолье и Закарпатье. |
|                              | Желтушка луговая                         | Colias hyale (Linnaeus, 1758)           | Встречается почти по всей территории страны. Один из самых обычных видов семейства. |
|                              | Желтушка ракитниковая                    | Colias myrmidone Esper, 1780            | Достаточно локальный вид, особенно в южной и восточной частях своего ареала. Имеет выраженную тенденцию к сокращению и дизъюнкции ареала. Довольно обычен на севере страны: в Житомирской, Киевской, Черниговской областях; единичная находка в Запорожской области. Почти не проникает в степную зону. Крайне редок на западной Украине, где локально обитает в Ополье, Западном Подолье и Полесье. Исчез в Розточье и Гологорах. В Крыму и Закарпатье не найден. |
|                              | Желтушка степная                         | Colias erate (Esper, 1805)              | Характеризуется сильной изменчивостью, которая проявляется в существенно различающейся окраске. Населяет степи и лесостепи, обычен на юге Украины, в степном и предгорном Крыму. Северная граница ареала проходит по линии Киев-Нежин. Вид не встречается на северо-западе Украины и в Крымских горах. |
|                              | Желтушка торфяниковая                    | Colias palaeno (Linnaeus, 1758)         | Встречается дизъюнктивно. Обитает в лесной зоне правобережной Украины. Стабильно регистрируется в Полесском Заповеднике (Житомирская область), и в нескольких болотных массивах Киевской области. Локально распространён в Западном Полесье (болотный массив Сырая Погоня, Ровенский заповедник и др.), в прошлом — Расточье (окр. Львова и пгт. Немиров); недавно найдена популяция в Карпатах (долина реки Сян на границе с Польшей). Имеется старое литературное указание для Харьковской и Днепропетровской областей. |
|                              | Желтушка шафрановая                      | Colias crocea (Geoffroy, 1785)          | Распространение повсеместное, однако на севере страны встречается редко и не каждый год. Является мигрантом. |
|                              | Желтушка южная                           | Colias alfacariensis Staudinger, 1871   | По систематическому статусу вида длительное время существуют разногласия. Очень похож на близкий вид желтушка луговая (Colias hyale), и многими авторами ранее рассматривался как его подвид. В настоящее время подтверждено наличие двух самостоятельных видов. Достоверно известен из Прикарпатья, Закарпатья, почти всех областей степной зоны и ряда мест лесостепной зоны. |
|                              | Зорька                                   | Anthocharis cardamines (Linnaeus, 1758) | Практически по всей территории страны, но в степной зоне становится очень локальным, а местами (степной Крым) и вовсе отсутствует. В Крыму встречается во многих местах горно-лесной части полуострова. |
|                              | Зорька белая                             | Euchloe ausonia (Esper, 1805)           | Редкий и локальный вид. На территории Украины представлен подвидом volgensis (Krulikovsky, 1897). Встречается в северной части Одесской области, на Крымском полуострове (степные и предгорные районы) и Херсонской — на участках степной растительности у морского побережья, лиманов и у озера Сиваш. Есть данные о находках вида в Запорожской и Донецкой областях. |
|                              | Капустница                               | Pieris brassicae (Linnaeus, 1758)       | Широко распространён по всей территории страны. Является активным мигрантом. Часто встречается непосредственно в населённых пунктах, где выращиваются крестоцветные сельскохозяйственные культуры. |
|                              | Лимонница                                | Gonepteryx rhamni (Linnaeus, 1758)      | Широко распространён на всей территории страны. Один из наиболее часто встречающихся видов семейства. |
|                              | Репница                                  | Pieris rapae (Linnaeus, 1758)           | Обычен на всей территории страны. Характеризуется выраженной сезонной и индивидуальной изменчивостью. Часто встречается в антропогенных ландшафтах и населённых пунктах, где выращиваются крестоцветные сельскохозяйственные культуры. |
|                              | Зегрис короткоусая                       | Zegris eupheme (Esper, 1805)            | Очень локальный вид. Местами в степной зоне Украины> и в Крыму (окрестности Красноперекопска, Армянска, Евпатории, Джанкойский район). Две единичные находки в Донецкой области (окрестности Артёмовска и села Шевченково). Встречается редко, преимущественно единичными особями. Старинные указания для Черкасской и Харьковской областей. |

### Нимфалиды
| Семейство Нимфалиды (Nymphalidae) |                            |                                                      | |
|                                   | Адмирал                    | Vanessa atalanta (Linnaeus, 1758)                    | Встречается на всей территории страны. Является активным мигрантом. |
|                                   | Данаида хризипп            | Danaus chrysippus (Linnaeus, 1758)                   | Указывается для Крымского полуострова. Впервые обнаружен на полуострове по единичному экземпляру в 1996 году. Отмеченные в Крыму экземпляры, вероятно, были завезены. Хотя, нельзя также исключить возможность залёта единичных особей, так как вид известен своими высокими миграционными способностями. |
|                                   | Крапивница                 | Aglais urticae (Linnaeus, 1758)                      | Обычен по всей территории страны. Не встречается только в степях и полупустынях. |
|                                   | Ленточник голубоватый      | Limenitis reducta Staudinger, 1901                   | Стабильных популяций на территории страны не образует. Все особи — мигранты. Как вид, склонный к миграциям, может быть найден в разных районах страны. Ранее был известен только один старый экземпляр из Крыма с этикеткой «Старый Крым» (ныне хранящийся в ЗИНе), в 1973 году ещё одна особь найдена в окрестностях Ялты. Имеется устное сообщение о находке этого вида в Могилев-Подольском Винницкой области. Один экземпляр этого вида хранится в коллекции Музея природы Харьковского национального университета имени В. Н. Каразина (датирован 8 июля 1990 года, село Гайдары Харьковской области — скорее всего, этикетка ошибочна). Также имеется сомнительное указание на поимку вида Раевским в июне 1979 года в Каневском заповеднике (Черкасская области). |
|                                   | Ленточник камилла          | Limenitis camilla (Linnaeus, 1764)                   | Повсеместно в зоне широколиственных и смешанных лесов (за исключением Ровенской, Житомирской, Сумской областей), в том числе в Днепропетровской и Донецкой областях. По двум находкам известен из Запорожской области. На юге страны встречается в степной зоне, также отсутствует в Крыму. |
|                                   | Ленточник тополёвый        | Limenitis populi (Linnaeus, 1758)                    | Основные популяции преимущественно в зоне смешанных лесов Правобережья, в Карпатах и Закарпатье, местами в лесостепи и лесах степной зоны (за исключением Полтавской и Кировоградской областей). Отдельные особи могут быть найдены в разных районах страны. Немногочисленный, местами редкий вид. |
|                                   | Многоцветница              | Nymphalis polychloros (Linnaeus, 1758)               | Повсеместно, за исключением степей, солончаков и прочих безлесых ландшафтов, в которых могут попадаться залетные особи. В Крыму вид отмечен во многих местах горно-лесной части полуострова. |
|                                   | Многоцветница черно-рыжая  | Nymphalis xanthomelas (Denis & Schiffermüller, 1775) | В лесной и лесостепной зоне. Северная и северо-восточная часть страны. В Западной (Львовская и Закарпатская области) и Южной Украине встречаются залётные экземпляры, которые, если и оставляют потомство, то вероятно без образования стабильных популяций. Во всяком случае, данных о существовании таких популяций нет. В Крыму известен из окрестностей Феодосии и в Симферопольском районе, также есть находка на Ангарском перевале. |
|                                   | Многоцветница v-белое      | Nymphalis vaualbum (Denis & Schiffermüller, 1775)    | На территории Украины встречается лишь спорадически и нет данных о том, что здесь вид он образует стабильные популяции. Очень редкий вид, известны лишь единичные находки на территории страны. |
|                                   | Носатка листовидная        | Libythea celtis (Laicharting, 1782)                  | На Крымском полуострове, где встречается на Южном берегу от Севастополя до Феодосии, а также в предгорьях северного макросклона и на яйлах. Местами встречается довольно часто, иногда массово. |
|                                   | Павлиний глаз              | Aglais io (Linnaeus, 1758)                           | Один из наиболее обычных видов семейства. Встречается на всей территории страны. |
|                                   | Переливница ивовая         | Apatura iris (Linnaeus, 1758)                        | Лесная зона Западной, Северной и Центральной Украины, в Карпатах и Закарпатье, местами в лесостепи. В Карпатах поднимается до 1500 м над ур. м. Немногочисленный, местами редкий вид. В некоторых регионах встречаются лишь единичные особи. |
|                                   | Переливница метида         | Apatura metis (Freyer, 1829)                         | Вид локален и редок, известны только отдельные популяции из ряда мест (в том числе из Львовской, Херсонской, Кировоградской, севера Одесской области). В украинской части низовья Дуная в старом тополёво-ивовом пойменном лесу (Вилково) существует локальная популяция с относительно высокой численностью.Встречается по долинам рек Южной и Центральной Украины. По долине Днепра вид «поднимается» на север до Киева. |
|                                   | Переливница тополёвая      | Apatura ilia (Denis & Schiffermüller, 1775)          | Широко распространён в лесной и частично лесостепной зонах, но становится очень локальным и редким в степной зоне, откуда известен лишь по немногочисленным находкам. Не встречается в высокогорья Карпат, средне-степной и сухостепной подзоны степной зоны и в Крыму. |
|                                   | Перламутровка аглая        | Argynnis aglaja (Linnaeus, 1758)                     | По всей стране, отсутствуя только на большей части степной зоны. Обычен в горах Крыма (горно-лесная часть, преимущественно на яйлах). |
|                                   | Перламутровка адиппа       | Argynnis adippe (Denis & Schiffermüller, 1775)       | Широко распространён по всей территории, отсутствуя в большей части степной зоны. Обитает также в горах Крыма. Кроме типичной формы наблюдается форма без серебристых пятен — cleodoxa, чаще встречающаяся на юге страны. |
|                                   | Перламутровка бледная      | Boloria eunomia (Esper, 1799)                        | Западная (включая Закарпатье) и Северная (включая окрестности Киева) Украина. Бабочки украинских популяций отличаются рисунком без серебристого или белого оттенка на пятнах нижней стороны задних крыльев и более крупными размерами. Вид очень локален, известно не более 10 современных небольших популяций. |
|                                   | Перламутровка блестящая    | Issoria lathonia (Linnaeus, 1758)                    | На всей территории страны. Вид часто встречается в остепененных и антропогенных стациях. В горах Крыма и Карпатах встречается повсеместно. |
|                                   | Перламутровка болотная     | Boloria aquilonaris (Stichel, 1908)                  | Очень локальный и исчезающий на Украине вид. Очень локально в Западном Полесье. Известны старые находки на Прикарпатье и в верховье бассейна реки Прут в Карпатах. Данные о находках вида с части Западной и Северной Украины устарели и требуют современного подтверждения. До 1930 года был известен из окрестностей села Микуличин и села Татаров в Ивано-Франковской обл. После 2000 года были найдены две популяции в Закарпатской области: село Негровец Межгорского района и окрестности села Черная Тиса Раховского района. Исчез на Расточье и Малом Полесье. |
|                                   | Перламутровка большая      | Argynnis paphia (Linnaeus, 1758)                     | Обычный вид почти на всей территории страны. Практически не встречается в степях и полупустынях; единичные экземпляры, отмеченные в степной зоне, вероятно, являются мигрантами. |
|                                   | Перламутровка геката       | Brenthis hecate (Denis & Schiffermüller, 1775)       | Вид упоминается по данным литературных источников XIX — начала XX веков для Закарпатья, Львовской, Житомирской, Киевской и Полтавской областей. В настоящее время постоянно встречается только в горной части Крымского полуострова. |
|                                   | Перламутровка зеленоватая  | Argynnis laodice (Pallas, 1771)                      | На Украине очень локален. Населяет лесной пояс (за исключением Волынской области, значительной части Подолии). В Карпатах не встречается выше высот 500 м над ур. м. |
|                                   | Перламутровка красивая     | Boloria titania (Esper, 1793)                        | Публикации об обитании вида на территории Житомирской, Харьковской и Закарпатской областях основываются исключительно на экземплярах, собранных в XIX — начале XX веков. Современные данные о обитании вида на территории Украины, где его не находили около ста лет, отсутствуют. Возможно, он уже полностью исчёз. Современные указания на широкое распространение на Украине ничем не подтверждаются. |
|                                   | Перламутровка малая        | Boloria dia (Linnaeus, 1767)                         | Широко распространён, но, очевидно, практически отсутствует в сухостепной подзоне степной зоны. Также обитает в Горном Крыму. |
|                                   | Перламутровка малинная     | Brenthis daphne (Bergsträsser, 1780)                 | Ареал проходит по северу страны, встречается также на юге, юго-востоке (за исключением Волынской, Винницкой, Кировоградской, Донецкой обл). В Крыму вид отмечен в среднем горном поясе преимущественно на юго-западной части полуострова. Встречается редко, очень локально. |
|                                   | Перламутровка ниоба        | Argynnis niobe (Linnaeus, 1758)                      | Широко распространён на территории страны. Как правило, не встречается в лесостепной и степной зоне. Из большинства областей степной зоны вообще не известен. Населяет исключительно поляны и опушки сосновых и смешанных лесов, в Крыму — поляны горных широколиственных лесов. |
|                                   | Перламутровка пандора      | Argynnis pandora (Linnaeus, 1758)                    | Вид оседло живёт на юге Украины и Крымском полуострове (во многих местах степного и горного Крыма). Начиная с 2009 года, регулярно встречается в Харьковской области. Особи, отмеченные в северных районах страны являются мигрантами. Здесь возможно появление временных и постоянных локальных популяций. |
|                                   | Перламутровка селена       | Boloria selene (Denis & Schiffermüller, 1775)        | Ареал проходит по лесостепной зоне. Широко распространён на севере страны, а к югу становится очень локальными и полностью отсутствует в степной зоне и Крыму. |
|                                   | Перламутровка таволговая   | Brenthis ino (Rottemburg, 1775)                      | Широко распространён на большей части страны. Отсутствует только в степной зоне. Обитает также в горном Крыму (средний и верхний горный пояс). |
|                                   | Перламутровка эвфросина    | Boloria euphrosyne (Linnaeus, 1758)                  | На всей территории, за исключением южных районов. Широко распространён на севере страны, к югу становится очень локальными и почти не проникает в степную зону. Не встречается в Крыму. |
|                                   | Пестрокрыльница изменчивая | Araschnia levana (Linnaeus, 1758)                    | Обычен практически на всей территории страны, включая Карпаты. Не встречается только в среднестепной и сухостепной подзонах степной зоны и в Крыму. Единственная популяция в сухостепной зоне — в устье Днепра (Херсонская область) находится в сильной депрессии либо уже вымерла. |
|                                   | Пеструшка сафо             | Neptis sappho Pallas,1771                            | От Карпатских гор ареал на восток проходит узкой полосой по южной границе лесостепной зоны Украины. Ареал не достигает северных границ Украины и вид вообще не известен из Волынской и Ровенской областей на севере и Запорожской, Николаевской, Херсонской на юге. Во многих других областях весьма локален. |
|                                   | Пеструшка таволговая       | Neptis rivularis (Scopoli, 1763)                     | Отмечен в Южном Закарпатье, в центральных и восточных районах Украины, а также в Крыму (окрестности с. Родниковское, Скельской пещеры, урочище Карадагский лес и ущелье Узунджа). Во многих других областях весьма локален. Не известен из Сумской и Винницкой областей. |
|                                   | Репейница                  | Vanessa cardui (Linnaeus, 1758)                      | Встречается на всей территории региона. Является активным мигрантом. |
|                                   | Траурница                  | Nymphalis antiopa (Linnaeus, 1758)                   | Раньше был широко распространён по всей территории страны. Распространён повсеместно, но в зоне лесостепей и степей встречается редко и только по лесным долинам крупных рек. В Крыму, вероятно, отсутствует. Из Николаевской области вид вообще не известен, из ряда областей известен только по единичным находкам или одному локалитету, возможно регистрировались особи-мигранты. |
|                                   | Углокрыльница c-белое      | Polygonia c-album (Linnaeus, 1758)                   | На всей территории страны. Часто встречается в остепененных и антропогенных стациях. В горах Крыма и Карпатах встречается повсеместно. Вид является активным мигрантом. |
|                                   | Углокрыльница южная        | Polygonia egea (Cramer, 1775)                        | Одна находка на южном побережье Крымского полуострова, а также несколько сообщений о визуальном наблюдении. По неподтвержденному литературному указанию начала XX века, в коллекции энтомолога В. В. Совинского имелся экземпляр якобы из Святошино (окрестности Киева). |
|                                   | Харакс европейский         | Charaxes jasius (Linnaeus, 1767)                     | Имеются данные о редких единичных залётах этого вида на южный берег Крыма (сообщение Николая Михайловича Романова и М. И. Сироткина). Также на залёт этой бабочки на мыс Ай-Тодор в Крыму в конце 1870-х годов указывал Сергей Николаевич Алфераки. Фактический материал отсутствует. |
|                                   | Шашечница аврелия          | Melitaea aurelia (Nickerl, 1850)                     | Встречается локально. Обычен в предгорьях Карпат и Крымских гор. Выделенный для Крыма подвид Melitaea (Mellicta) aurelia petricola Nekrutanko, 1978 является горной формой номинативного подвида. |
|                                   | Шашечница авриния          | Euphydryas aurinia (Rottemburg, 1775)                | Представлен подвидом Euphydryas aurinia sareptensis (Staudinger, 1861). Очень локален, непрерывного ареала не имеет. Локально обитает на Западном Полесье и Прикарпатье, известны находки из Вулканических Карпат. В Одесской области имеются два старинных указания для Одессы и Белгорода-Днестровского. Из зоны лесов Северо-западной Украины был описан таксон Euphydryas aurinia var. volhynica. |
|                                   | Шашечница аталия           | Melitaea athalia (Rottemburg, 1775)                  | На большей части территории страны. На юге обычно не заходит дальше лесостепной зоны, и поэтому отсутствует в степях южной Украины и Крыму. |
|                                   | Шашечница бритомарта       | Melitaea britomartis (Assmann, 1847)                 | Крайне локально в Северной, Центральной и Восточной Украине. |
|                                   | Шашечница горная           | Melitaea arduinna (Esper, 1783)                      | Один из редчайших на территории Украины видов. Луганская область, откуда известны лишь 2 небольших локалитета (включая Луганский природный заповедник). |
|                                   | Шашечница диамина          | Melitaea diamina (Lang, 1789)                        | Вид локален, имеет тенденцию к исчезновению на территории страны, современные находки из большинства областей вообще отсутствуют. В Карпатах обитает в предгорьях. Для степной зоны страны приводился дважды (для Николаевской области и северной части Одесской области) в литературных источниках начала XX века, но в настоящее время на юге Украины вид, видимо, отсутствует. |
|                                   | Шашечница изящная          | Melitaea ornata Christoph, 1893                      | Таксон ornata долгое время считался, а некоторыми авторами считается до сих пор, подвидом Melitaea phoebe ([Denis & Schiffermüller], 1775). Генетические и морфологические исследования (Wahlberg, Zimmermann, 2000; Russell et al., 2007; Leneveu et al., 2009) показали видовую самостоятельность. Подольское плато — Киверцы (Волынская обл.). |
|                                   | Шашечница красная          | Melitaea didyma (Esper, 1778)                        | Вид отличается сильной индивидуальной изменчивостью. Широко распространён по всей Украине и Крыму (локально вдоль Южного Берега Крыма от Севастополя до Феодосии, единичные находки в степной зоне полуострова). |
|                                   | Шашечница матурна          | Euphydryas maturna (Linnaeus, 1758)                  | Очень локально в Закарпатье и Полесье. Имеются находки в северо-западном Прикарпатье. Местами встречается в Северной Украине. Многие популяции в Центральной и Восточной Украины вымерли, либо сокращаются и находятся в состоянии депрессии. Вид локален на всём своём ареале на Украине, встречается дизъюнктивно и из ряда областей (Кировоградская, Николаевская, Винницкая, Сумская и др.) вообще не известен, из большинства других — известен по немногочисленным, часто единичным, находкам. |
|                                   | Шашечница пегая            | Euphydryas cynthia (Denis & Schiffermüller, 1775)    | Несколько раз в старинных работах вид неопределённо приводился для территории Западной Украины (Закарпатье, Восточные Бескиды и Подольская возвышенность) для высот 150—550 м. Фактический коллекционный материал из этих мест отсутствует, как и современные данные о находках вида на территории Украины. В настоящее время признаётся, что вид был указан на основании неверного определения — шашечница пегая встречается в Европе только в Альпах и юго-западной Болгарии, обитая на альпийских склонах на высотах более 2000 м над ур. м. |
|                                   | Шашечница тривия           | Melitaea trivia (Denis & Schiffermüller, 1775)       | Характеризуется сильно выраженной индивидуальной и географической изменчивостью и сезонным диморфизмом. Серия мелкой и относительно бледной формы nana из Черкасской области Украины была описана в качестве самостоятельного подвида paula Obraztsov, 1936. Распространение в пределах Украины не повсеместное, особенно в Западной Украине. Вид во многих областях очень локален, в ряде областей известен по единичным находкам (Житомирская, Черниговская, Сумская и др.). В Крыму встречается только на Перекопском перешейке, известна находка в окрестностях озера Донузлав. |
|                                   | Шашечница феба             | Melitaea phoebe (Denis & Schiffermüller, 1775)       | Очень редкий и локальный вид. От Восточных предгорий Карпат отмечается в большинстве областей Украины (из многих областей известен по немногочисленным экземплярам). Из лесной зоны известен лишь по нескольким старинным находкам. |
|                                   | Шашечница цинксия          | Melitaea cinxia (Linnaeus, 1758)                     | Практически по всей территории страны, но везде довольно локален. Не встречается в Карпатах, мало данных о его распространении в Западной Украине и ряде областей юга степной зоны. Также пока не известен из Волынской области. Подвид Melitaea cinxia karavajevi Obraztsov, 1936, описанный из Журовки (Херсонской область) являются инфраподвидовой формой. |

### Сатириды
| Семейство Сатириды (Satyridae) |                           |                                                    | |
| Фотография бархатницы автонои  | Бархатница автоноя        | Hipparchia autonoe (Esper, 1784                    | Имеется единичное указание для Харьковской области (июль 1995 года, окр. пос. Водяное). Почти наверняка имеет место ошибка этикетирования. |
|                                | Бархатница ажурная        | Hipparchia pellucida (Stauder, 1924)               | Горная часть южного берега Крыма, предгорья и лесной пояс гор (до высоты 2000 м над ур. м.). Изредка может встречаться и в степной части полуострова. |
|                                | Бархатница аретуза        | Arethusana arethusa (Denis & Schiffermüller, 1775) | Локально в степной зоне восточных областей Украины. Ранее отмечался и в Центральной Украине (Черкасская и Полтавская области), но в настоящее время там, видимо, вымер. |
|                                | Бархатница бризеида       | Chazara briseis Linnaeus, 1764                     | В степях юга Украины. В Крыму отмечен на мысе Казантип, мысе Китень, мысе Чаганы, мысе Херсонес, вблизи с. Оленевка. Также имеются старые указания о находках вида в лесной и лесостепной зонах Украины: Харьковская, Черкасская, Волынская и Львовская (юг Западного Подолья и низкогорья Покутско-Буковинских Карпат) области, которые, вероятно, относятся к мигрантам. В настоящее время наличие вида в указанных областях не подтверждено новыми находками. |
|                                | Бархатница буковая        | Hipparchia fagi (Scopoli, 1763)                    | Редкий и локальный на территории Украины вид, известный из немногочисленных местонахождений. Редкий для Украинского Закарпатья вид. Южнее более обычен в горной части Крыма, где он населяет хвойные редколесья южных склонов Главной гряды, разреженные горные леса и яйлы. |
| Фотография бархатницы волжской | Бархатница волжская       | Hipparchia volgensis (Mazochin-Porschnjakov, 1952) | В настоящее время на основании ряда отличий таксону volgensis придают статус вида. Однако, ряд исследователей рассматривают его в статусе подвида Hipparchia pellucida volgensis. В степи и лесостепи юго-восточной части Украины (Луганская и Донецкая области). |
|                                | Бархатница волчья         | Hyponephele lupina (Costa, 1836)                   | Локально в степи от Николаевской области и далее на восток по степям юга и юго-востока Украины. Встречается на Перекопском перешейке, в крайней северной и северо-западной части Крыма. |
|                                | Бархатница гермиона       | Hipparchia hermione (Linnaeus, 1764)               | Вероятно, обитает локально по всему северу Украины, но данные оттуда требуют уточнения. Также встречается в Украинском Прикарпатье. Известен по старинным находкам на Западном Полесье и Расточье. |
|                                | Бархатница дриада         | Minois dryas Scopoli, 1763                         | В зоне широколиственных лесов и лесостепи Украины. По единичным находкам — Николаевская, Луганская области. В Крыму отмечен на горах Шелдан, Токмак-Кая, Тас-Тау, Сель-Бухра, балках Джан-Дере, Тавельчук, Янкой. Из ряда областей (Волынская, Ровенская, Запорожская, Херсонская) пока ещё не известен. |
|                                | Бархатница Климена        | Kirinia climene (Esper, 1783)                      | Очень локальный вид. В настоящее время достоверно известен из Запорожской, Днепропетровской, Донецкой и Луганской областей. Исторические указания для Харьковской и Кировоградской областей. |
|                                | Бархатница ликаон         | Hyponephele lycaon (Rottemburg, 1775)              | Локально в лесной и лесостепной зоне, очень локально в степной зоне и Горном Крыму (во многих местах горно-лесной части полуострова, преимущественно в среднем и верхнем горном поясе). |
|                                | Бархатница персефона      | Chazara persephone (Hübner, [1805])                | Вид достоверно известен только из нескольких локальных точек горного Крыма (горы Эчки-Даг, Ашламалык, Ай-Георгий, в окрестностях села Весёлое). Старые указания о находках вида в степях на юге Херсонской области относятся к 1901 году и не подтверждены современными данными. Вероятно, в этом районе вид уже вымер. |
|                                | Бархатница роксолана      | Kirinia roxelana (Cramer, 1777)                    | Дважды приводился с территории Украины: для Артёмовска Луганской области и Крыма; последующие исследователи эти данные не подтверждают, не найдены также и соответствующие коллекционные материалы. Вероятно, имели место ошибки определения или этикетирования. |
| Фотография бархатницы тарпеи   | Бархатница тарпея         | Oeneis tarpeja (Pallas, 1771)                      | В начале XIX века упоминался для Херсонской области, где к настоящему времени, вероятно, вымер. Из-за ошибочного этикетирования приводился для Харьковской области (село Троицкое, 1981 год). |
| Фотография бархатницы фрины    | Бархатница фрина          | Triphysa phryne (Pallas, 1771)                     | Обитает очень локально, только в Херсонской области (заповедник «Аскания-Нова») и у озера Сиваш (включая его немногочисленные острова) на нескольких сохранившихся локальных участках целинной степи. |
|                                | Бархатница черноморская   | Pseudochazara euxina (Kuznetzov, 1909)             | Эндемик Крыма. Крайне оседлый и стенобионтный вид. Встречается на Ялтинской, Ай-Петринской яйле. В 2003—2004 году обнаружен на Бабуган-яйле (над Чучельским перевалом) и на локальных участках на южном склоне верхнего плато Чатырдага. Общая площадь территории обитания вида не превышает 200 га. Отдельными авторами приводился также для Никитской яйлы и горы Роман-Кош, однако, эти сообщения требуют подтверждения. |
|                                | Бархатница цирцея         | Brintesia circe (Fabricius, 1775)                  | Украинское Закарпатье, обычен на территории Луганской области и Крыму. Согласно литературным данным, известен из некоторых районов Подолья и Волыни, а также Одессы. За исключением Горного Крыма редок и очень локален. |
|                                | Бархатница ютта           | Oeneis jutta (Hübner, 1806)                        | Впервые вид найден на территории Украины в 2003 году в Полесском природном заповеднике (Житомирская область). Вторая находка вида состоялась в 2005 году в Ровенской области (урочище Козий брод, Бельское лесничество Ровенского природного заповедника). Вид является стенотопным, ежегодно малочисленным. В северной Украине проходит юго-западная граница ареала вида. |
|                                | Буроглазка большая        | Lasiommata maera (Linnaeus, 1758)                  | Повсеместно по всей территории страны. В степной зоне и Крыму редок и локален. |
|                                | Буроглазка мегера         | Lasiommata megera (Linnaeus, 1767)                 | Вид достаточно широко распространён на Западной Украине и в Крыму. Однако, с большей части территории страны до сих пор неизвестен, в том числе почти из всего Левобережья и юга Украины. Единичная находка на территории Донецкой области (с. Щурово). В Крыму обитает в горно-лесной части полуострова; в степной части встречается реже, приурочен к зелёным насаждениям либо каменистым местам. |
|                                | Глазок цветочный          | Aphanthopus hyperantus (Linnaeus, 1758)            | Одна из самых распространённых и массовых видов семейства в Евразии. На Украине встречается повсеместно. |
|                                | Краеглазка ахина          | Lopinga achine (Scopoli, 1763)                     | Вид локален на всей территории страны. В пределах своего ареала на юг вид проникает до лесостепей центральных и восточных областей Украины (Киевская, Черкасская, Полтавская, Харьковская). Известны находки в предгорьях Карпат. Из многих областей (Волынская, Сумская, Николаевская, Запорожская, южная половина Одесской) вид вообще пока не известен, из ряда других имеются лишь по 1-2 старинных указания (Херсонская, Тернопольская, Хмельницкая, Луганская). |
|                                | Краеглазка петербургская  | Lasiommata petropolitana (Fabricius, 1787)         | Известен по достоверной находке в 1860 году в Бескидах на горе Магура-Лимнянская (Львовской область). Несколько других указаний для Украины (Крым, Каменец-Подольский, Украинское Полесье, Одесса, Полтавская и Львовская область) сомнительны и не подтверждены коллекционным материалом. Доступный материал — находка в 1976 году в Черкассах, в 1983 году в Михайловском лесу Черкасской области. Последняя достоверная находка сделана в 2009 году — Ивано-Франковская область, Горганы, гора Довбушанка, 1200 м над ур. м. |
|                                | Краеглазка эгерия         | Pararge aegeria (Linnaeus, 1758)                   | Представлен подвидом Pararge aegeria tircis Godart, 1821. Широко распространён в лесной и лесостепной зоне страны. На юге степной зоны редко встречается по долинам рек, в садах, лесополосах и т. д., в частности, в населенных пунктах Степного Крыма. В Крыму также обитает в горно-лесной части полуострова. |
|                                | Крупноглазка воловий глаз | Maniola jurtina (Linnaeus, 1758)                   | Широко распространён, но становится редким в сухостепной подзоне степной зоны. В Крыму встречается во многих местах нижнего и среднего горных поясов, а также в степной части полуострова. |
|                                | Крупноглазка жёлто-бурая  | Pyronia tithonus (Linnaeus, 1767)                  | Известен по находке серии экземпляров, собранных в 1918 году из Киевской области (с. Марьяновка). Старинное указание для Галиции (вероятно, территория нынешней Львовской области) нуждается в проверке. Имеется современная находка вида в Закарпатье. |
|                                | Пестроглазка галатея      | Melanargia galathea (Linnaeus, 1758)               | Широко распространён в лесостепной и степной зоне. Достаточно редок и локален на юге степной зоны и в лесной зоне; местами (большая часть Степного Крыма, ряд районов Полесья) отсутствует вовсе. Встречается также в горно-лесной части Крыма и в степной зоне полуострова, где является приуроченным к лесополосам и зелёным насаждениям в населённых пунктах. |
|                                | Пестроглазка русская      | Melanargia russiae (Esper, 1783)                   | В настоящее время вид встречается в степях Восточной Украины — Луганская и Донецкая области, где он весьма локален. Известны устаревшие данные о находках вида в Центральной и Западной Украине (Западное Подолье), где ранее он был распространён достаточно широко, однако, к настоящему времени в большинстве местообитаний не сохранился в связи с антропогенным изменением степей. Возможно, некоторые указания вида для Центральной Украины могут относиться к мигрирующим особям. |
|                                | Сатир боровой             | Hipparchia semele (Linnaeus, 1758)                 | Населяет сухие сосновые, реже — смешанные леса, опушки и просеки в сосновых лесах. Нередок в Карпатах. Отсутствует в зоне степей. В результате ошибочного определения Hipparchia volgensis, был приведён для Донецкой области, в которой данный вид не встречается. |
|                                | Сатир горный              | Satyrus ferula Fabricius, 1793                     | Очень локален. Достоверно встречается в Луганской области, а также в горной части Южного берега Крымского полуострова, где обитает от Феодосии и Коктебеля до мыса Форос. Имеется старинное указание для Полтавской области, не подтвержденное последующими исследованиями. |
|                                | Сатир железный            | Hipparchia statilinus (Hufnagel, 1766)             | Известно наличие четырёх групп популяций. Группа полесских популяций (восточная часть Западного Полесья — Рокитновский район Ровенской обл.) отличается чрезвычайной локальностью: бабочки встречаются небольшими колониями, занимающими территорию несколько гектаров. В Херсонской области локально встречается на песчаных и глинистых участках побережий рек, лиманов и Чёрного моря (например, в окрестностях Скадовска) или на полупустынных солончаковых равнинах вблизи морских побережий (остров Джарылгач). В юго-восточной части отмечен на участках целинных степей. В Крыму — на Южном берегу, в предгорьях, на Керченском и Тарханкутском полуостровах. Вид отсутствует практически на всей территории лесостепной зоны. |
|                                | Сенница аркания           | Coenonympha arcania (Linnaeus, 1761)               | Довольно обычный вид на большей части страны. В степной зоне крайне локален. Не встречается только в Крыму и в сухостепной подзоне степной зоны Украины. Из ряда областей (Запорожская, Херсонская обл.) не известен. |
|                                | Сенница геро              | Coenonympha hero (Linnaeus, 1761)                  | Редкий и локальный на большей части украинского ареала вид. Сейчас встречается очень локально в зоне смешанных лесов Правобережья северной части Украины, в Карпатах и в Подолье, одна популяция известна из северной части Черниговской области. Данные популяции находятся в сильно угнетённом состоянии, а некоторые считаются вымершими (вероятно, вид исчез на 40-50 % территории украинской части ареала). Современные находки из Киевской области не известны. |
|                                | Сенница гликерион         | Coenonympha glycerion (Borkhausen, 1788)           | Лесной пояс, южная граница распространения проходит по северу лесостепной зоны. В Карпатах редко поднимается выше 1000 м над ур. м. Подвид Coenonympha glycerion korshunovi Nekrutenko, 1978 обитает в горах полуострова Крым, где населяет средний и верхний горный пояс. |
|                                | Сенница леандр            | Coenonympha leander (Esper, [1784])                | Известен из Одесской области. Историческое указание для Полтавской области требует подтверждения. |
|                                | Сенница памфил            | Coenonympha pamphilus (Linnaeus, 1758)             | Обычный и широко распространённый вид, встречается по всей территории. |
|                                | Сенница туллия            | Coenonympha tullia (Muller, 1764)                  | Локальный гигрофильный вид, имеющий на Украине тенденцию к исчезновению. Локально обитает на равнинах лесного и лесостепного поясов. Постоянная небольшая изолированная популяция существует в пойме реки Мжа на территории Харьковской области. Также встречается в Карпатах. Ранее встречался в Одесской и Донецкой областях, где в настоящее время, возможно, вымер. |
|                                | Сенница эдип              | Coenonympha oedippus (Fabricius, 1787)             | Локальный гигрофильный вид, имеющий на Украине тенденцию к исчезновению. Имеется несколько местообитаний по украинскому Полесью (Киевская и Волынская области). Современные находки в Житомирской, Ровенской и Черниговской областях. |
|                                | Чернушка австрийская      | Erebia stirius (Godart, 1824)                      | Указывался по данным литературы для Украинского Закарпатья (район Мармароша). Вероятна ошибка при видовой идентификации. Коллекционный материал отсутствует, необходимо подтверждение для указанного региона. |
|                                | Чернушка горга            | Erebia gorge (Hübner, 1804)                        | Имеются старинные указания с территории Украинских Карпат, не подтвержденные существующим коллекционным материалом и современными исследованиями. Эти указания считаются сомнительными современными исследователями, возможна была ошибка определения. В коллекции ДПМ НАН Украины имеется 1 экземпляр без этикетки из собрания И. Верхратского, который проводил исследования в Горганах. Возможно, этого вида касается указание М. Новицкого (Erebia goante) для горы Пикуй. |
|                                | Чернушка горная           | Erebia montana (Prunner, 1798)                     | Под названием Erebia goante Esper 1802 (сейчас рассматривается как подвид) приводился по литературным данным для Восточных Бескид — гора Пикуй (на границе Львовской и Закарпатской областей). Указание сомнительное. |
|                                | Чернушка кассиоидес       | Erebia cassioides (Hohenwarth, 1793)               | Под названием Erebia tyndarus (Esper, 1781) по литературным данным приводился для Украинского Закарпатья (Буковина). Был указан в результате неправильной идентификации. |
|                                | Чернушка лигея            | Erebia ligea (Linnaeus, 1758)                      | Закарпатье, Карпаты, Днестровский каньон, Предкарпатье, неоднократно приводился для западной и центральной части Полесья. |
|                                | Чернушка манто            | Erebia manto (Denis & Schiffermüller, 1775)        | Один из немногих альпийских видов в региональной лепидоптерофауне. Вид представлен подвидом trajanus (Hormuzaki, 1895). Обитает в Украинских Карпатах на Черногорском и Мармарошском хребтах, а также Чивчины, на высотах 1200—2050 м. над ур. м. Локальный вид, встречающийся на очень маленьких изолированных друг от друга участках площадью в несколько гектаров. |
|                                | Чернушка медуза           | Erebia medusa (Denis & Schiffermüller, 1775)       | Очень локален на большей части своего украинского ареала. Известен из Закарпатской, Львовской, Ровенской, Черновицкой, Ивано-Франковской, Хмельницкой, Винницкой, Житомирской, Черкасской областей. По старинным находкам указывается также для Киевской и Волынской областей и Одессы (современные находки из этих локалитетов отсутствуют). |
|                                | Чернушка мелампус         | Erebia melampus (Fuessli, 1775)                    | Указывается под вопросом по данным литературы для Украинского Закарпатья (водораздел между Горганами и хребтом Близница — «истоки реки Чёрная Тиса»), а также с Черногоры на высотах 900—1500 м. Поскольку известный ареал вида находится в Альпах (1500—2600 м над ур. м.), нахождение вида в Карпатах вызывает сомнение. Вероятны ошибки определения. |
|                                | Чернушка меоланс          | Erebia meolans (de Prunner, 1798)                  | Указывается под вопросом по литературным данным под названием stygne (сейчас рассматривается как подвид) для Украинского Закарпатья (район Мармарош). Также приводился для села Большая Уголька Тячевского района в восточной части Закарпатской области (собрание сотрудников Карпатского заповедника, 1983). В обоих случаях фактический материал, если он и существуют, в настоящее время — неизвестен, очень вероятна ошибка в определении. |
|                                | Чернушка Пандроза         | Erebia pandrose (Borkhausen, 1788)                 | Приводился для южной части украинских Карпат (Буковинские Карпаты, верховье рек Сучава и Серет) на границе Украины и Румынии. Но эти данные требуют подтверждения — возможны ошибки при определении вида. |
|                                | Чернушка проноя           | Erebia pronoe (Esper, 1780)                        | Неоднократно приводился для Украинских Карпат (г.Гусля в Бескидах, Горганы, Водораздельно-Верховинский хребет — гора Пикуй и Горганы). Однако, соответствующие коллекционные материалы отсутствуют, даже в коллекции Козакевича. Возможно имела место ошибка определения. Вопрос о наличии этого вида на территории Украины остаётся открытым. Исходя из особенностей распространения и экологии, находки вида в Украинских Карпатах вполне возможны. |
|                                | Чернушка степная          | Proterebia afra (Fabricius, 1787)                  | В горной части Крыма. Ошибочно приводится для степей восточной и равнинной части Крымского полуострова, где вид не отмечался на протяжении последнего столетия и, видимо, вымер. Немногочисленные находки в степях на юге Украины — в Одесской, Николаевской и Херсонской областях датируются XIX в., и там вид видимо вымер ещё к началу ХХ в. |
|                                | Чернушка триария          | Erebia triaria (de Prunner, 1798)                  | Известен только по литературным данным для Украинского Закарпатья («Подкарпатская Русь»). Нахождение в указанном регионе вызывает сомнение. Весьма вероятна ошибка автора при определении вида. |
|                                | Чернушка чёрная           | Erebia melas (Herbst, 1796)                        | Приводился в качестве возможного для Украинских Карпат со ссылкой на Зейтца. Не исключается находка данного вида в Мармарошском массиве (Закарпатская области) и Буковинских Карпатах. |
|                                | Чернушка эвриала          | Erebia euryale (Esper, 1805)                       | В Украинских Карпатах. Обычный, часто многочисленный вид. Две популяции с юго-восточной части Украинских Карпат (северо-восточный склон южного отрога Горган — хребет Свидовец на полонинах Драгобрат — северо-восточный склон горы Близница и Шаса (между горами Унгаряска и Тэмпа) на высоте 1300—1600 м над ур. м., а также Надворнянский район Ивано-Франковской области, высота 900—1100 м над ур. м.) на основании различий в форме пятен постдискальной перевязи и форме вальвы, были выделены в 2004 году А. С. Николаевым и Ю. П. Коршуновым в новый предполагаемый таксон Erebia polonina Nikolaev, 2004. Однако, ряд ведущих энтомологов, например Чиколовец В. В., Плющ И. Г. считают подобное выделение необоснованным, а статус нового таксона сомнительным, склоняясь к версии, что скорей всего это одна из многочисленных форм данного вида. |
|                                | Чернушка эпифрон          | Erebia epiphron (Knoch, 1783)                      | Приводился для Закарпатья — долина Гарманеска (подножие горы Петрос, Раховский р-н, Закарпатская обл., около 1500 м.). Эти данные требуют подтверждения, возможна ошибка в определении. |
|                                | Чернушка эфиопка          | Erebia aethiops (Esper, 1777)                      | Ранее был распространён на территории Украины несколько шире. Сейчас на большей части своего прежнего ареала вид исчез. С середины XX в. достоверные находки известны лишь из Карпат, Закарпатья, Прикарпатья и небольших локалитетов в Винницкой области. |

### Голубянки
| Семейство Голубянки (Lycaenidae) |                          |                                                                  | |
|                                  | Голубянка адмет          | Polyommatus (Agrodiaetus) admetus (Esper, 1785)                  | Имеются указания для Львовской и Одесской (окрестности Котовска (ныне — Подольск)) областей Украины, которые нуждаются в подтверждении. Фактический материал отсутствует. Вполне вероятно, что данные немногочисленные экземпляры в действительности относятся к виду голубянка Рипперта (Agrodiaetus ripartii). Длительный период времени данный вид приводился для Крыма, но в настоящее время, согласно результатам кариологических исследований, крымские популяции рассматриваются как подвид Agrodiaetus ripartii budashkini Kolev et De Prins, 1995. |
|                                  | Голубянка алексис        | Glaucopsyche alexis Poda, 1761                                   | По всей территории, кроме некоторых районов лесной зоны и Карпат, чаще встречается в юго-восточной части страны. |
|                                  | Голубянка алькон         | Phengaris alcon (Denis & Schiffermüller, 1775)                   | Известен из западной части лесостепной зоны Украины, Карпат, Предкарпатья, Буковины, а также с территории Киевской, Житомирской, Черкасской, Харьковской и Донецкой областей. Редок и локален. На большей части ареала в пределах территории Украины данный вид за последние 40 лет не отмечен, и возможно, целый ряд популяций вида уже исчезли. На сегодняшний день известно небольшое количество сохранившихся популяций в Западной Украине и по одной — в Житомирской и Харьковской (Волчанский район) области. |
|                                  | Голубянка альцетас       | Everes alcetas (Hoffmannsegg, 1804)                              | Вид редок и локален. Отмечен в Закарпатье (на территории Львовской и Ивано-Франковской областях находки вида требуют подтверждения новым фактическим материалом), в Николаевской области и по долине Днепра (устье Днепра юго-западнее Херсона и окрестности города Днепр), а также в юго-восточной части страны. В Крыму редко и локально встречается в окрестностях поселка Краснокаменка, сёл Грушевка, Курское, Долинное, Золотое Поле, Верхняя Кутузовка, рек Альма, Тавель, балки Хараб-Тавель, т/с Сараман, ущелья Кизгич. |
|                                  | Голубянка аманда         | Polyommatus (Agrodiaetus) amandus (Schneider, 1792)              | Редкий вид. Очень локально в Закарпатье (вулканические Карпаты), в лесной, лесостепной и степной зонах и в Крыму (окрестности сёл Верхняя Кутузовка, Лаванда, Лучистое, Рыбачье и г. Казу-Кая). |
|                                  | Голубянка антерос        | Aricia anteros (Freyer, 1839)                                    | Для территории Украины вид исторически приводился для Крыма (сомнительно и нуждается в подтверждении) и окрестностей Ак-Мечеть (ныне с. Прибужье Николаевской области), где вид собирали в 1898 и 1939 годах. Ещё один самец с этикеткой «Харьковская губерния, Купянский уезд, 31.07.1909 И. Жихарев» хранится в коллекции Зоомузея Киевского национального университета. Единственное известное современное местонахождение вида на территории Украины — окрестности Мариуполя (Донецкая область), где он впервые был обнаружен в 2005—2006 годах. |
|                                  | Голубянка аргирогномон   | Plebejus argyrognomon (Bergsträsser, 1779)                       | На всей территории, но локален. На юге степной зоны встречается не повсеместно. Известен из Крыма лишь по нескольким находкам с яйлы. |
|                                  | Голубянка аргус          | Plebejus argus (Linnaeus, 1758)                                  | Один из массовых видов семейства. Встречается практически на всей территории страны. |
|                                  | Голубянка арион          | Phengaris arion (Linnaeus, 1758)                                 | Вид очень локален. Встречается практически на всей территории, за исключением сухостепной зоны в степи. В Крыму обитает на яйлах, а также в предгорьях северного макросклона Главной гряды, преимущественно в их юго-западной части. Из многих областей известен лишь по 1-2 изолированным местообитаниям. |
|                                  | Голубянка бавий          | Pseudophilotes bavius (Eversmann, 1832)                          | Крайне локальный вид, встречающийся дизъюнктивно только в нескольких южных областях (Донецкая, Запорожская, Днепропетровская, Херсонская, Николаевская, Одесская области; исторические указания для Луганской области). Обитает по берегам лиманов, в оврагах и балках вдоль морского побережья, реже — по долинам рек, в степной зоне и предгорьях Крыма (в том числе на Карадаге, Керченском полуострове). Современные находки на значительно части территории степной зоны страны отсутствуют. |
| Фотография голубянки бледной     | Голубянка бледная        | Cupido decoloratus (Staudinger, 1886)                            | В лесостепной зоне на юг до севера Николаевской области. Вид на большей части своего ареала локален, встречается спорадически. |
|                                  | Голубянка бобовая        | Polyommatus (Cyaniris) semiargus (Rottemburg, 1775)              | Местами в Прикарпатье и в Закарпатье, нередок в лесостепной зоне, проникая местами в лесную и степную зоны. На юге локален, встречается не повсеместно. Из Степного Крыма вид неизвестен. Встречается также в Горном Крыму — преимущественно на яйлах и северном макросклоне Главной гряды. |
|                                  | Голубянка большая        | Polyommatus (Agrodiaetus) dorylas (Denis & Schiffermüller, 1775) | Один из редчайших видов на территории Украины. Вид отмечался во Львовской, Закарпатской, Ивано-Франковской, Тернопольской, Хмельницкой, Житомирской, Киевской, Черниговской и Полтавской областях. Встречается редко и локально. Относительно стабильные популяции известны только из Закарпатской и Львовской областей, но и там вид встречается крайне локально. Вероятно, во многих областях на севере, в центре и на востоке Украины к настоящему времени данный вид уже исчез. |
|                                  | Голубянка бурая          | Aricia agestis (Denis & Schiffermüller, 1775)                    | Повсеместно, кроме высоких гор (Карпаты). Достаточно локален на севере Украины. Единичная находка на территории Волынской области. |
|                                  | Голубянка весенняя       | Celastrina argiolus (Linnaeus, 1758)                             | На всей территории страны. |
|                                  | Голубянка викрама        | Pseudophilotes vicrama (Moore, 1865)                             | Представлен подвидом Pseudophilotes vicrama schiffermulleri Hemming, 1929. Очень локально в лесостепной и степной зоне, а также в степном (единично) и Горном Крыму. Встречается также в Прикарпатье и Закарпатье (бассейны рек Тиса и Днестр) — Закарпатская, Львовская, Тернопольская, Хмельницкая, Киевская, Черкасская, Днепропетровская, Запорожская, Харьковская, Луганская, Донецкая области. Из ряда областей известен по единичным находкам. |
| Фотография голубянки дамокл      | Голубянка дамокл         | Polyommatus (Agrodiaetus) damocles (Herrich-Schäffer, 1844)      | Из Крыма известен подвид krymaeus Sheljuzhko, 1928, который ранее считался подвидом голубянки посейдон, от которой он отделен на основании результатов кариологических исследований. Ареал охватывает восточную часть Южного Берега Крыма (Карадаг, Эчкидаг, Ангарский перевал, локальные популяции в окрестностях п. Коктебель, с. Курортное, с. Дачное, с. Перевальное, Старый Крым, плато Караби) и Керченский полуостров. |
|                                  | Голубянка дамон          | Polyommatus (Agrodiaetus) damon (Denis & Schiffermüller, 1775)   | Один из редчайших на территории Украины видов. Очень локально был распространён в западной части Волыно-Подолья (Гологоры, Ополье, Западное Подолье). В настоящее время известна одна (по другой информации — две) популяция в урочище Лысая гора (Гологоры) (Золочевский р-н Львовской области), где вид приурочен к остаткам реликтовых щелочно-степных экосистем. |
| Фотография голубянки дамоны      | Голубянка дамона         | Polyommatus (Agrodiaetus) damone (Eversmann, 1841)               | Вид очень локален. Степная и лесостепная зона, террасы реки Северский Донец и горы Крымского полуострова (только на южных обрывах Ай-Петринской яйлы). Из Центральной и Восточной Украины описан подвид Agrodiaetus damone tanais Dantchenko et Pljushtch, 1993 (Донецкая обл., окр. Краматорска), а из Крыма — узкоареальный эндемик Agrodiaetus damone pljushtchi (Lukhtanov et Budashkin, 1993). |
|                                  | Голубянка дафнис         | Polyommatus daphnis (Denis & Schiffermüller, 1775)               | Практически повсеместно, отсутствуя лишь в Карпатах и средне- и сухостепной подзонах степной зоны. Отмечен во многих местах горно-лесной части Крыма. Приводился также и для Одессы. |
|                                  | Голубянка длиннохвостая  | Lampides boeticus (Linnaeus, 1767)                               | Единичные находки в Полтавской (село Варваровка), Киевской (с. Подгорцы) и Донецкой (Мариуполь, пос. Волонтеровка) областях, окрестностях Днепропетровска. В последнее десятилетие вид неоднократно отмечался в окрестностях Одессы, где существует небольшая, единственная на Украине постоянная популяция вида. Все остальные находки вида относятся к мигрирующим с юга особям. Вид регулярно регистрируется во многих местах горного и равнинного Крыма, где в некоторые годы регистрируются мигранты, а также образуются временные популяции. Чаще встречается в агроценозах и на территории городов. |
|                                  | Голубянка зефир          | Kretania sephirus (Frivaldszky, 1835)                            | Украинские популяции рассматриваются некоторыми исследователями как подвид голубянки пилаон (Kretania pylaon). Редкий и очень локальный на территории Украине вид. Известен по немногочисленным находкам из окрестностей Каменец-Подольского, сел Китайгород и Демшин (Хмельницкая область). Также указывается для Крыма: северная (и восточная?) часть Керченского полуострова, восточная часть ЮБК от Феодосии до села Весёлое, западная часть ЮБК (Ласпи) вероятно от Фороса до мыса Айя, Тарханкутский полуостров. В качестве таксона Kretania pylaon sephirus (Frivaldszky, 1835) включён в Красную Книгу Украины. |
|                                  | Голубянка идас           | Plebejus idas (Linnaeus, 1761)                                   | По всей территории страны, кроме некоторых южных районов. Вид нередок, но встречается локально. |
|                                  | Голубянка изменчивая     | Aricia artaxerxes (Fabricius, 1775)                              | На территории страны обитает подвид allous (Geyer, 1837), который распространён на севере и северо-востоке, а также по долинам реки Днепр и Южный Буг. В Украинских Карпатах вид не регистрировался с 1911 года — были известны единичные находки на Волыно-Подолье. В Крыму встречается на яйле в окрестностях Ай-Петри, на горе Токмак-Кая, Шпиль, хребтах Орта-Сырт-Яйла, Тырке-Яйла, Караби-яйла, Бабуган яйла, урочище Янкой. |
|                                  | Голубянка икар           | Polyommatus icarus (Rottemburg, 1775)                            | По всей территории, включая степную зону и Крым. |
|                                  | Голубянка Иолай          | Iolana iolas Ochsenheimer, 1816                                  | По литературным данным начала XX века единожды приводился для Украины — 15.07.1911, с. Андрусовка, нынешний Криворожский р-н, Днепропетровской области. Указание весьма сомнительное, вероятно, имела место ошибка при определении материала. |
|                                  | Голубянка карликовая     | Cupido minimus (Fuessly, 1775)                                   | Местами в Прикарпатье и в Закарпатье, нередок в лесостепной зоне, проникая местами в лесную и степную зоны. Из Житомирской и Луганской областей известен по единичным находкам. Встречается также в Горном Крыму — во многих местах горно-лесной части, на яйлах и северном макросклоне; в Юго-Восточной части полуострова встречается редко. |
|                                  | Голубянка коридон        | Lysandra coridon (Poda, 1761)                                    | Практически повсеместно, за исключением Карпат и юга степной зоны. В Крыму — во многих местах горно-лесной части полуострова. |
|                                  | Голубянка коридоний      | Lysandra corydonius (Herrich-Schäffer, 1852)                     | Подвид Lysandra corydonius melamarina (Dantchenko, 2000) по мнению ряда авторов может обитать на Керченском полуострове Крыма. Известны редкие находки самцов (возможно, залетных экземпляров, принадлежащих к этому подвиду) в Восточном Крыму, в Луганской и Одесской областях. Скорей всего имеет место ошибка идентификации — гибриды Lysandra bellargus х coridon выглядят очень похоже. Однако, вид обитает на Кавказе, что не исключает залёт отдельных особей. |
|                                  | Голубянка красивая       | Lysandra bellargus (Rottemburg, 1775)                            | В степном, лесостепном и, частично, в лесном поясе. Наиболее обычен в степной зоне Украины. С территории юга страны известны бабочки двух цветовых форм: с ярко-голубой, блестящей окраской (типичная форма) и тёмно-фиолетовой с тусклым отливом. |
|                                  | Голубянка короткохвостая | Cupido argiades (Pallas, 1771)                                   | Отмечается повсеместно. Весьма локально в Приазовье, а также в Крыму: в окрестностях сёл Золотое Поле, Долинное, Курское, Грушевка, Новоивановка, Золотое и Курортное (Ленинского района). Встречается на люцерновых и клеверных полях. |
|                                  | Голубянка небесная       | Polyommatus (Neolysandra) coelestina (Eversmann, 1843)           | Достоверно известен только из одного локального местообитания в окрестностях села Провалье Свердловского района Луганской области. Имеется старинное указание для Полтавской области, впоследствии не подтвержденное новыми исследованиями. |
|                                  | Голубянка орион          | Scolitantides orion Hübner, 1819                                 | В лесостепной зоне и северо-степной подзоне степной зоны и лесной зоне. Очень локально распространён в некоторых районах Западного Подолья (Товтры, Днестровский каньон). Исчез на Расточье. В Карпатах известен из единственной точки (Черная гора, Вулканический хр.). Имеются старинные указания для Крыма. Современная достоверная находка вида в Крыму из с. Скворцово датируется 2013 годом. |
|                                  | Голубянка осирис         | Cupido osiris Meigen, 1829                                       | Вид достаточно локален. Отмечен в Прикарпатской долине Днестра, локально в степной и лесостепной зонах и в Горном Крыму (в горно-лесной части, преимущественно в нижнем горном поясе). Также найден в окрестностях Киева, и на севере Одесской области, в Украинском степном и Луганском заповедниках. |
|                                  | Голубянка пилаон         | Kretania pylaon (Fischer von Waldheim, 1832)                     | Украинские популяции рассматриваются некоторыми исследователями как принадлежащие к двум обособленным видам, другими — как подвиды одного вида. Редкий и очень локальный на Украине вид. Распространён в Днепропетровской, Запорожской (1-2 небольших локалитета), Луганской и двух районах Одесской области. |
|                                  | Голубянка пиренейская    | Agriades pyrenaicus (Boisduval, 1840)                            | На территории Украины представлен подвидом Agriades pyrenaicus ergane Higgins, 1981, который встречается вдоль реки Волчья (например, в окрестности сёл Ефремовка и Бочково) в Волчанском районе Харьковской области в непосредственной близости от границы с Россией. Второе местообитание вида — западный берег реки Оскол на меловых склонах в окрестностях сел Новомлынск и Каменка (Двуречанский район). |
|                                  | Голубянка пирифой        | Leptotes pirithous (Linnaeus, 1767)                              | На всей территории должен рассматриваться, видимо, лишь в качестве мигранта. Отмечался в Одесской области (XIX век) и в Крыму. Постоянной популяции на территории Крыма вид не имеет. В некоторые годы могут регистрироваться мигранты, а также, вероятно, возникать временные местные популяции. В августе — октябре 2007 года редко и единично отмечался в городах Судак, Алушта, Севастополь а также в с. Чапаево. В сентябре 2010 года обнаружен на локальном участке вблизи реки Улу-Узень в черте Алушты. |
| Фотография голубянки римн        | Голубянка римн           | Neolycaena rhymnus (Eversmann, 1832)                             | Степная зона Украины. В Донецкой и Луганской областях не просто обычен, а местами в пик лета имаго является доминантом. Самое западное известное местонахождение вида — Могилёв-Подольский район Винницкой области. Вид крайне локален и приурочен к хорошо сохранившимся участкам луговой степи. |
|                                  | Голубянка Рипперта       | Polyommatus (Agrodiaetus) ripartii (Freyer, 1830)                | Крымский полуостров — горно-лесная часть, от предгорий до яйл, где встречается локально. Приводился в первой половине XX века для Одесской области. Крымские популяции рассматриваются как подвид Polyommatus ripartii budashkini Kolev et De Prins, 1995. |
|                                  | Голубянка терсит         | Polyommatus (Agrodiaetus) thersites (Cantener, 1835)             | Локальные популяции в степной и лесостепной зонах. Отмечена во многих местах Крымского полуострова, преимущественно в Горном Крыму. |
|                                  | Голубянка торфяниковая   | Agriades optilete (Knoch, 1781)                                  | Достоверно известен с территории Харьковской, Сумской, Волынской, Киевской, Львовской, Ровненской, Житомирской и Черниговской областей. Встречается в Карпатах на высотах от 600 до 1200 м. Ранее также приводился для Черновицкой и Хмельницкой областей. |
|                                  | Голубянка точечная       | Phengaris teleius teleius (Bergsträsser, 1779)                   | Лесная и лесостепная зоны, Прикарпатье и Закарпатье. Локальные популяции сравнительно недавно открыты в Днепропетровской и Донецкой областях. |
|                                  | Голубянка черноватая     | Phengaris nausithous (Bergsträsser, 1779)                        | Ряд районов лесной зоны, Прикарпатья, Карпат, Подолье и Винницкой и Луганской области. Встречается локально. Крупные экземпляры с севера Украины были описаны в качестве подвида Phengaris nausithous kievensis Sheljuzhko, 1928. |
|                                  | Голубянка эвмед          | Eumedonia eumedon (Esper, [1780])                                | В лесной и лесостепной зонах, а также в Горном Крыму. Достаточно локален на юге страны. |
|                                  | Голубянка эрос           | Polyommatus eros (Ochsenheimer, 1808)                            | Согласно последним исследованиям, данный таксон на территории страны представлен подвидом Polyommatus eros boisduvalii (Herrich-Schäffer, 1844) и подвидом Polyommatus eros orientalis Krziwizky, 1983. Первый характерен для восточных лесостепных областей страны, где встречается очень редко и локально. Второй обитает обитает в украинском Полесье. Один из самых редких видов бабочек в фауне Украины. Этот всегда редкий вид за последние 25 лет был найден на территории Украине лишь в нескольких экземплярах. Вероятно, исчез на значительных площадях украинской части ареала. В Красную книгу Украины включён под названием Голубянка Буадюваля (Polyommatus boisduvalii).                                                                                      |
|                                  | Зефир березовый          | Thecla betulae (Linnaeus, 1758)                                  | На большей части страны, за исключением среднестепной и сухостепной подзоны степной зоны, Волынской и Сумской областей. Имеющиеся указание для Крыма нуждается в современном подтверждении. |
|                                  | Зефир дубовый            | Neozephyrus quercus (Linnaeus, 1758)                             | На большей части территории страны, за исключением некоторых засушливых районов на юго-востоке. Локально в степной зоне и Полесье. В Крыму встречается в горно-лесной части. Особи подвида interjectus (Verity, 1919), который приводится в некоторых работах для территории Крыма, практически не отличаются по морфологическим признакам от бабочек номинативного подвида. |
|                                  | Малинница                | Callophrys rubi (Linnaeus, 1758)                                 | Обычен почти на всей территории, но отсутствует в южных областях Украины. В степной зоне — не повсеместно и локально. В Крыму встречается во многих местах горно-лесной части полуострова, а также в интразональных биотопах степной части. |
|                                  | Томарес каллимах         | Tomares callimachus (Eversmann, 1848)                            | Из Крыма был описан подвид Tomares callimachus tauricus (Korb et Yakovlev, 1998), обоснованность выделения которого по мнению ряда автора является сомнительной. Распространён только в Крыму, где встречается в восточной части южного берега — от Судака до Феодосии. По данным начала XX века вид мог обитать в Николаевской области (сомнительные литературные указания, не подтвержденные фактическим коллекционным материалом). |
|                                  | Томарес Ногеля           | Tomares nogelii (Herrich-Schäffer, [1851])                       | Достоверно известен из нескольких точек в долине реки Днепр в районе городов Днепр и Запорожье (с. Августиновка, Нижняя Хортица, Приветное). Известно указание о поимке серии экземпляров в начале XX века в окрестностях Пирятина Полтавской области, где вид вероятно уже исчез. После 1925 года вид был вновь обнаружен в 2012 году в Херсонской области — окрестности с. Новокаировка и Нововоронцовка. Единственная находка в Одесской области датирована 1917 годом. Также встречается на юго-востоке Крымского полуострова — в окрестностях Судака, сёл Курортное, Солнечная Долина, Дачное, Весёлое. По сборам начала XX века известен с Аю-Даг. |
|                                  | Хвостатка акациевая      | Satyrium acaciae (Fabricius, 1787)                               | Лесостепная и степная зона, горно-лесная часть Крыма, местами в Карпатах и Закарпатье. Во многих местах встречается редко и локально. В западных областях вид локален и известен лишь по немногочисленным находкам. Отсутствует на открытых пространствах наиболее засушливых районов степной зоны, в районах, примыкающих к Азовскому морю и в степном Крыму. |
|                                  | Хвостатка вязовая        | Satyrium w-album (Knoch, 1782)                                   | Повсеместно, за исключением наиболее засушливых степных районов, где вид локален и редок. Отмечена во многих местах горного Крыма, а также в интразональных биотопах степной зоны полуострова. Часто приурочен к антропогенным ландшафтам (парки, сады, лесопосадки). |
|                                  | Хвостатка сливовая       | Satyrium pruni (Linnaeus, 1758)                                  | Широко распространённый вид, отсутствующий только в ряде районов степной зоны Украины. В Крыму — близ с. Краснолесье, с. Залесье, с. Родниковое, с. Лаванда, с. Кизиловое, с. Пионерское, Узунджа, иногда в виде узколокальных точечных популяций. |
|                                  | Хвостатка терновая       | Satyrium spini (Denis & Schiffermüller, 1775)                    | Почти повсеместно, за исключением некоторых районов лесной зоны (отсюда известны лишь 2-3 единичные находки) и Карпат. Отмечен во многих местах горно-лесной части Крыма, равнинной части встречается гораздо реже. В лесной и лесостепной зонах этот вид довольно редок, а в степной — преимущественно обычен. |
|                                  | Хвостатка падубовая      | Satyrium ilicis Esper, 1779                                      | Повсеместно, кроме южных степных областей и Крыма. Везде численность невысокая. |
|                                  | Червонец блестящий       | Lycaena thersamon Esper, 1784                                    | Повсеместно, за исключением Карпат и большей части лесной зоны (неизвестны вообще находки вида из Сумской области, северной части Киевской; из Черниговской обл. известен по одному экземпляру). В северной, западной и центральной Украине вид довольно редок, а в степной зоне и Крыму — обычен. В Закарпатье встречается локально по предгорьям, но не поднимается выше 300 м над ур. м. |
|                                  | Червонец голубоватый     | Lycaena helle (Denis & Schiffermüller, 1775)                     | Практически на всей территории крайне локален и редок. Локально распространён на Полесье, Расточье и Прикарпатье, где достоверно известен только из немногочисленных небольших локалитетов в Закарпатской, Волынской, Львовской областей. Сохранился также в окрестностях Киева, где суммарная территория обитания не превышает 10 га. Ранее вид также регистрировался в Винницкой (до 1908 года), Житомирской (до 1930 года), Ивано-Франковской (до 1936 года) областях. |
|                                  | Червонец непарный        | Lycaena dispar (Haworth, 1803)                                   | Представлен подвидом Lycaena dispar rutila (Werneburg, 1864). В регионе распространён почти повсеместно, но локально. Этот гигрофильный вид особенно локален в южной части степной зоны и степном Крыму. Отсутствует на наиболее засушливых территориях степной зоны и Южного берега Крыма. В Крыму отмечен в окрестностях сёл Курское, Долинное, Литвиненково, Денисовка, Чапаево, Глазовка. |
|                                  | Червонец огненный        | Lycaena virgaureae (Linnaeus, 1758)                              | Ранее встречался на территории большинства областей Украины, за исключением большей части степной зоны. В настоящее время достоверно известен в Лесостепи (крайне локально); в северной и западной (для Буковины, Карпат и Закарпатья) частях Украины, местами обычен. Также приводится из Донецкой области (Славянск, с. Богородичное) и Горного Крыма (хр. Орта-Сырт-Яйла, пер. Биюк-Капу, горы Северная Демерджи, Гяур-Кая, Тай-Коба, хр. Каратау, ур. Водопой, ур. Тырке, в окрестностях с. Перевальное). Имеет ярко выраженную тенденцию к сокращению (дизъюнкции) ареала даже на севере Украины, например, в Киевской области. Вероятно, вид уже полностью исчез с территории ряда южных областей (например, Одесской области, где его не находили уже более 100 лет). |
|                                  | Червонец пятнистый       | Lycaena phlaeas (Linnaeus, 1761)                                 | Обычен на всей территории страны. |
|                                  | Червонец альцифрон       | Lycaena alciphron (Rottemburg, 1775)                             | Широко распространённый вид. Обычен в лесной и лесостепной зонах, но становится редким и очень локальным в сухостепной и среднестепной подзоне степной зоны. Совершенно отсутствуют на большей части степной зоны и в Крыму. |
|                                  | Червонец чернопятнистый  | Lycaena tityrus (Poda, 1761)                                     | Широко распространён в лесной и лесостепной зонах. Вид совершенно отсутствует в среднестепной и сухостепной подзоне степной зоны (исключением является изолированная популяция в пойме Днепра в окрестностях г. Голая Пристань Херсонской области), а также в Крыму. |
|                                  | Червонец щавелевый       | Lycaena hippothoe (Linnaeus, 1761)                               | Очень локально ввиду своей гигрофильности в лесной и частично в лесостепной зоне, в Карпатах. На юго-восточной части ареала в северо-степной подзоне степной зоны к настоящему времени практически полностью исчез. |

### Риодиниды
| Семейство Риодиниды (Riodinidae) |        |                                  | |
|                                  | Люцина | Hamearis lucina (Linnaeus, 1758) | Относительно локальный вид. Встречается в Карпатах и Закарпатье (Волыно-Подолье, Прикарпатье и юго-западный макросклон Карпат), на востоке лесной зоны, в лесостепи и местами в степи. Большинство находок известны из Харьковской, Закарпатской, Черновицкой, Житомирской, Полтавской, Луганской и Львовской областей. На юге Украины вид был зарегистрирован только в начале XX века, в окрестностях Одессы. Имеется единичная находка из Запорожской области (с. Новоконстантиновка). |

## Комментарии
1. 1 2 3 4 5 6 7 8 9 10 11 12 13 14 15 16 17 18 19 20 21 22 23 24 25 26 27 28 29 30 31 32 33 34 35 36 37 38 39 40 41 42 43 44 45 46 47 48 49 50 51 52 53 54 55 56 57 58 59 60 61 62 63 64 65 66 67 68 69 70 71 72 73 74 75 76 77 78 79 80 81 82 83 84 85 86 87 88 89 90 91 92 93 94 95 96 97 98 99 100 101 102 103 104 105 106 107 108 109 110 111 112 113 114 115 116 117 118 119 120 121 122  Бо́льшая часть Крымского полуострова  является объектом территориальных разногласий между Россией, контролирующей спорную территорию, и Украиной, в пределах признанных большинством государств — членов ООН границ которой спорная территория находится. Согласно федеративному устройству России, на спорной территории Крыма располагаются субъекты Российской Федерации — Республика Крым и город федерального значения Севастополь. Согласно административному делению Украины, на спорной территории Крыма располагаются регионы Украины — Автономная Республика Крым и город со специальным статусом Севастополь.
2. ↑  Согласно ряду авторов подсемейство Libytheinae (сем. Нимфалиды), к которому относится данный вид, рассматривается как самостоятельное семейство Libytheidae
3. ↑  По сообщению энтомолога Станислава Гордиенко, одна особь была поймана им в пионерлагере «Артек» в мае 1978 года. В настоящее время экземпляр утерян из-за пожара в 1995 года.
4. ↑  Ряд энтомологов выделяют данный таксон в ранге подсемейства Satyrinae в составе семейства нимфалиды — именно в таком статусе рассматриваются представители данной группы в зарубежной литературе. На территории стран бывшего СССР на основании особенностей анатомии, за этой группой бабочек обычно сохраняют статус семейства
5. ↑  Ряд сравнительно-морфологических исследований показывает отсутствие четко фиксированной корреляции между этими признаками, а подчас и отсутствие резких отличий по строению копулятивного аппарата.
6. ↑  В первоописании вида существует два варианта написания видового эпитета: tarpeja (стр. 171) и tarpeia (стр. 470). Первыми, кто провёл ревизию рода, были В. А. Лухтанов и У. Эйчбергер (Lukhtanov, Eitschberger, 2001), избравшие написание tarpeja в качестве правильного согласно латинской орфографии.
7. ↑  Erebia cassioides и Erebia tyndarus входят в группу очень сходных видов, которые в старых литературных источниках часто не различали. Erebia tyndarus является эндемиком Альп.